# RED DIAMOND 〜Tribute to Yukihiro Takahashi〜
『RED DIAMOND 〜Tribute to Yukihiro Takahashi〜』（レッド・ダイヤモンド・トリビュート・トゥー・ユキヒロ・タカハシ）は、高橋幸宏のトリビュート・アルバム。

## 概要
還暦を迎えた高橋を祝い、国内外アーティストによる高橋楽曲のカバー、リメイクを収録したトリビュート・アルバム。タイトルはリリー・フランキーが、アートワークは信藤三雄が担当。ジャケット写真は参加アーティストの中から5人が高橋に扮しているもの。
通常盤のほか、2000部生産限定のスペシャル・エディション盤にはジェームス・イハのブランド「Vaporize」製のトリビュートTシャツが同封されている。
同年12月22日に還暦記念ライブ「高橋幸宏 60th Anniversary Live」がBunkamuraオーチャードホールで開催され、その模様は『One Fine Night 〜60th Anniversary Live〜』として発売された。

## 収録曲
1. サヨナラ／宮沢りえ（朗読）
2. What, Me Worry? ～ It’s Gonna Work Out／WOW WOW HIPPIES（木暮晋也+高桑圭+白根賢一+LEO今井）
3. Forever Bursting Into Flame／TODD RUNDGREN
4. 元気なら うれしいね／pupa
5. Are You Receiving Me?／ヒダカトオル BAND SET
6. Drip Dry Eyes／O/S/T（小山田圭吾+砂原良徳+TOWA TEI） with VALERIE TREBELJAHR
7. X'mas Day In The Next Life／鈴木慶一
8. Now And Then……／STEVE JANSEN
9. Bijin Kyoshi At The Swimming School ～ I-Kasu!／TOKYO SKA PARADISE ORCHESTRA
10. Where Are You Heading To?／JAMES IHA
11. 流れ星ひとつ／高野寛
12. Happy Children／M.O（坂本龍一+細野晴臣）